# Acalypha hibiscifolia
Acalypha hibiscifolia é uma espécie de flor do gênero Acalypha, pertencente à família Euphorbiaceae.